# Elecciones generales de Suecia de 2002
Las elecciones generales de Suecia de 2002 se realizaron el domingo 15 de septiembre de 2002.

## Resultados
| Partido       | Partido                                                      | Votos     | Votos | Votos | Escaños | Escaños |
| Partido       | Partido                                                      | #         | %     | +/-   | #       | +/-     |
| ------------- | ------------------------------------------------------------ | --------- | ----- | ----- | ------- | ------- |
|               | Partido Socialdemócrata Sueco (s)                            | 2.113.560 | 39.85 | +3.46 | 144     | +13     |
|               | Partido Moderado (m)                                         | 809.041   | 15.26 | -7.64 | 55      | -27     |
|               | Partido Popular Liberal (fp)                                 | 710.312   | 13.39 | +8.67 | 48      | +31     |
|               | Demócratas Cristianos (kd)                                   | 485.235   | 9.15  | -2.62 | 33      | -9      |
|               | Partido de la Izquierda (v)                                  | 444.854   | 8.39  | -3.60 | 30      | -13     |
|               | Partido del Centro (c)                                       | 328.428   | 6.19  | +1.06 | 22      | +4      |
|               | Partido Verde (mp)                                           | 246.392   | 4.65  | +0.16 | 17      | +1      |
|               | Demócratas de Suecia (sd)                                    | 76.300    | 1.44  | +1.07 | 0       | -       |
|               | Partido de los intereses de los pensionistas de Suecia (spi) | 37.573    | 0.71  | +0.29 | 0       | -       |
|               | Norrbottenspartiet                                           | 14.854    | 0.28  | +0.28 | 0       | -       |
|               | Ny Framtid                                                   | 9.337     | 0.18  | +0.01 | 0       | -       |
|               | Nationaldemokraterna (nd)                                    | 9.248     | 0.17  | +0.17 | 0       | -       |
|               | Skånepartiet                                                 | 4.564     | 0.09  | +0.09 | 0       | -       |
|               | Partido Socialista                                           | 3.213     | 0.06  | +0.03 | 0       | -       |
|               | Ny Demokrati (nyd)                                           | 2.207     | 0.04  | -0.11 | 0       | -       |
|               | Rättvisepartiet Socialisterna (rs)                           | 1.519     | 0.03  | -0.03 | 0       | -       |
|               | Partido Comunista de Suecia (skp)                            | 1.182     | 0.02  | -0.01 | 0       | -       |
|               | Otros Partidos                                               | 5.393     | 0,10  |       | 0       | -       |
| Votos válidos | Votos válidos                                                | 5.303.212 | 98.47 |       |         |         |
| Nulos         | Nulos                                                        | 82.218    | 1.53  |       |         |         |
| Participación | Participación                                                | 5.385.430 | 80.11 | -1.28 |         |         |

- Datos: Q1473467
- Multimedia: Swedish general election, 2002 / Q1473467